# Badefols-sur-Dordogne
Badefols-sur-Dordogne (tiếng occitan) là một xã của Pháp, nằm ở tỉnh Dordogne trong vùng Aquitaine của Pháp. Xã này có diện tích 6,06 km2, dân số năm 2004 là 200 người. Xã Badefols-sur-Dordogne nằm ở khu vực có độ cao trung bình 46 m trên mực nước biển.

## Thông tin nhân khẩu
| Năm    | 1962 | 1968 | 1975 | 1982 | 1990 | 1999 | 2004 |
| ------ | ---- | ---- | ---- | ---- | ---- | ---- | ---- |
| Dân số | 174  | 173  | 143  | 150  | 188  | 187  | 200  |